# Isla Farallón (Uruguay)
La isla Farallón es un islote uruguayo ubicado en el Río de la Plata. Administrativamente, pertenece al departamento de Colonia. 

## Descripción
Farallón es una isla pequeña, peñascosa, con una altura de 4 m y cubierta de árboles. Está rodeada de piedras, salvo en el sector comprendido entre el N y el W; algunas de ellas afloran, razón por lo cual no es conveniente navegar a menos una milla de su orilla.
En esta isla está instalado el faro de Isla de Farallón que data de agosto de 1876 y desde 1928 tiene una maquinaria que permite que funcione automáticamente con la entrada del sol, dejando de funcionar a la salida del mismo. En caso de que las mantillas, que producen un excelente foco de luz, se quemen, se reponen solas por medio de un ingenioso mecanismo. La estructura es en forma de torre circular de mampostería y construcción al pie pintadas de blanco. Tiene una cúpula a franjas radiales rojas y blancas. 
En enero de 2006 fue declarada Monumento Histórico, junto con la vecina isla San Gabriel.